# Sklené (Pardubice)
Sklené é uma comuna checa localizada na região de Pardubice, distrito de Svitavy.